# 제주중앙여자중학교
제주중앙여자중학교(濟州中央女子中學校)는 대한민국 제주특별자치도 제주시 삼도이동에 있는 공립 중학교이다.

## 학교 연혁
- 1965년 12월 28일 : 제주제일여자중학교 설립 인가(9학급)
- 1966년 1월 24일 : 교명 변경 (제주중앙여자중학교)
- 1966년 3월 8일 : 개교 (제주농업고등학교구내)
- 1966년 3월 9일 : 초대 교장 김영희 선생 취임
- 2010년 3월 1일 : 문화체육관광부지정 저작권 교육 정책시범학교
- 2011년 3월 1일 : 제주특별자치도교육청지정 2009개정교육과정 선도학교
- 2014년 3월 1일 : 제주특별자치도교육청지정 창의·인성 모델학교(2012년~2014년, 3년간)
- 2015년 3월 1일 : 제주특별자치도교육청지정 SCEP(학교진로교육프로그램)운영 연구학교(2014년~2015, 2년간)
- 2016년 3월 1일 : 제주특별자치도교육청 지정 인성 시범학교(2016년)
- 2016년 8월 12일 : 백합관(다목적 강당 및 급식소) 준공
- 2025년 1월 8일 : 제57회 졸업식 174명(졸업생 총수 20,269명)
- 2025년 3월 1일 : 자율학교(IB학교) 운영(2025년~)
- 2025년 3월 1일 : 제25대 교장 오민숙 선생 취임

## 참고 자료
- 제주중앙여자중학교 - 한국교육학술정보원 학교알리미